# Maison au 46, Grand-Rue à Bouxwiller
La maison au 46, Grand-Rue est un monument historique situé à Bouxwiller, dans le département français du Bas-Rhin.

## Situation et accès
Ce bâtiment est situé au 46, Grand-Rue à Bouxwiller.

## Historique
L'édifice fait l'objet d'une inscription au titre des monuments historiques depuis 1930.

## Architecture

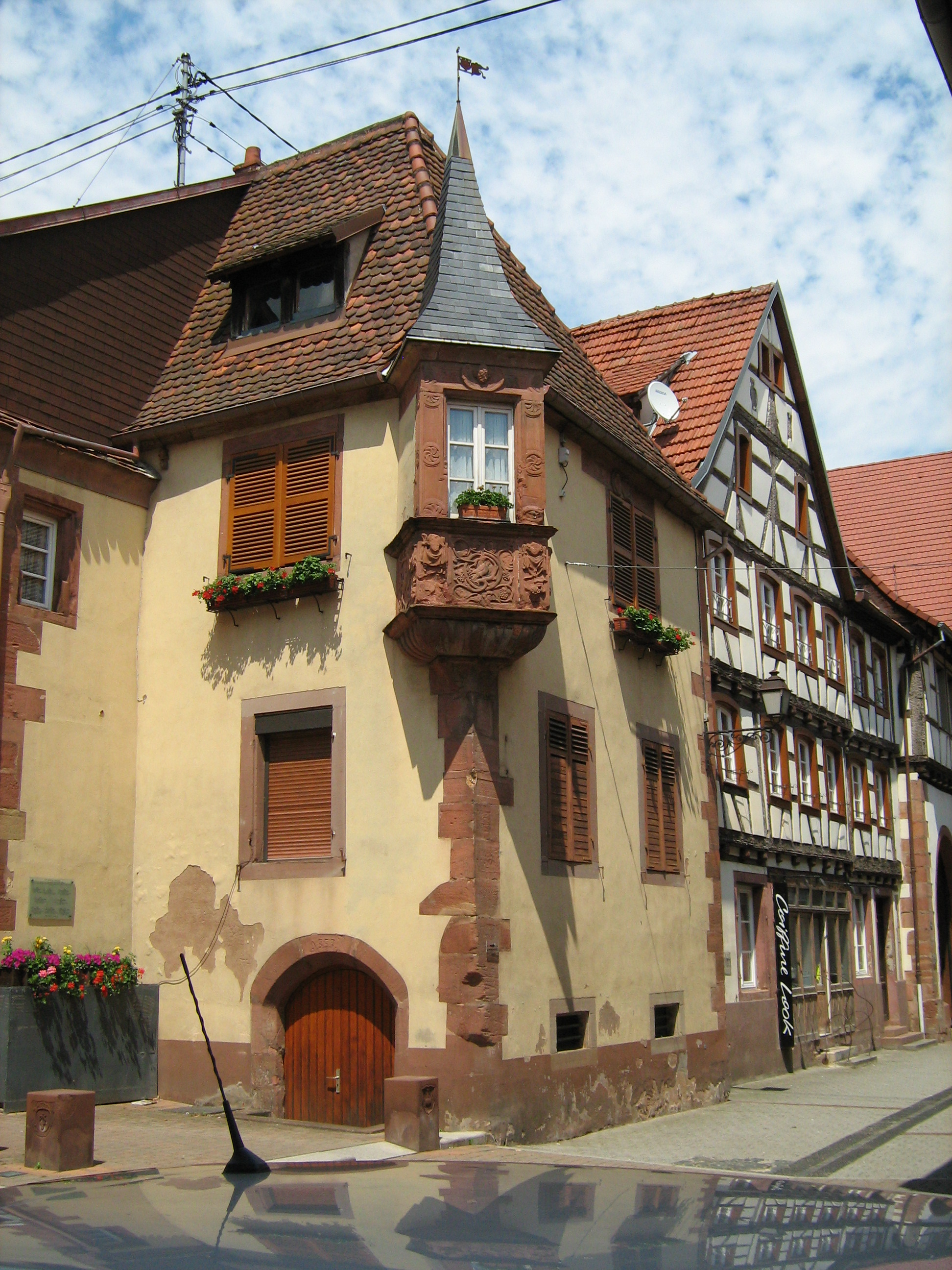
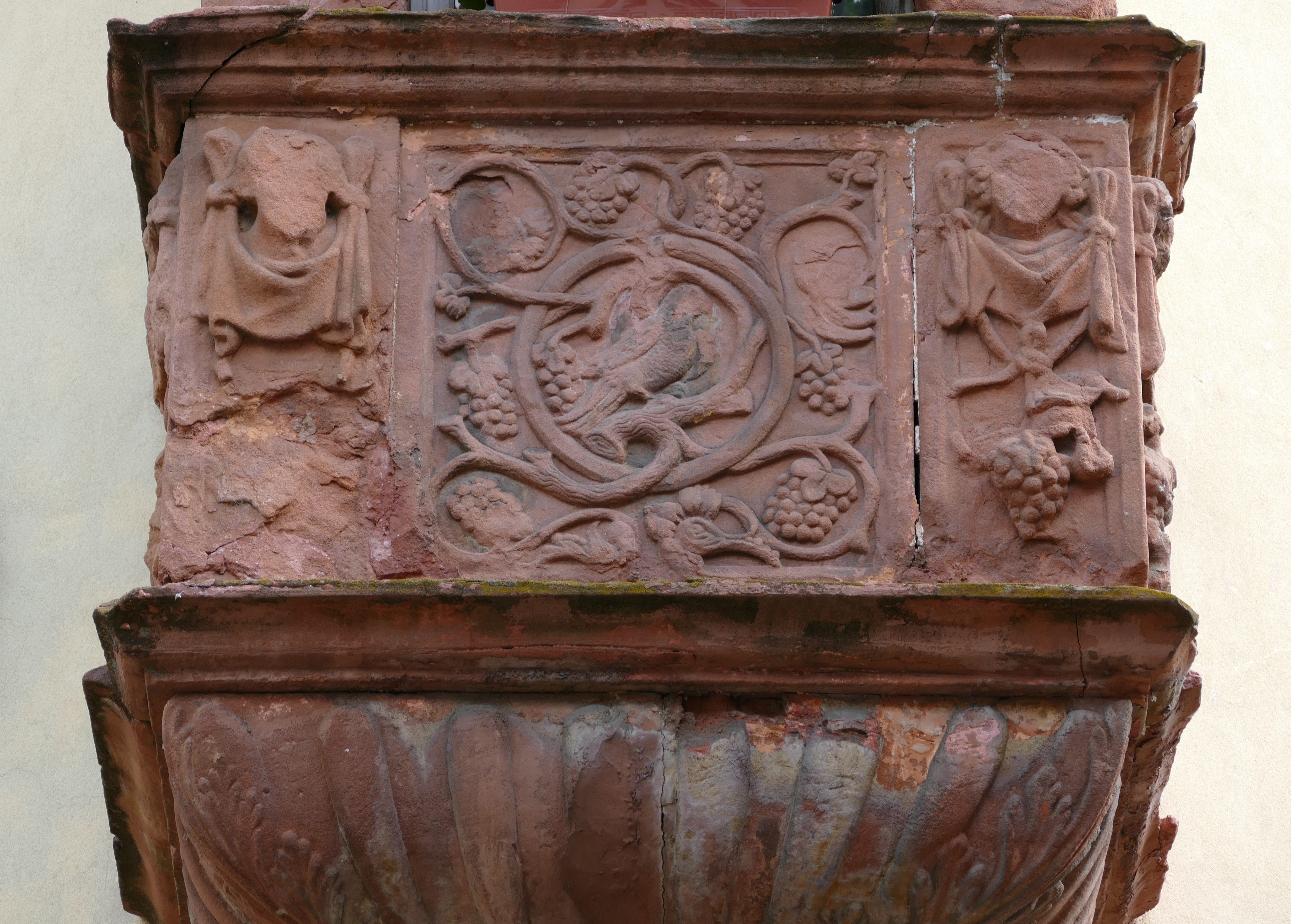
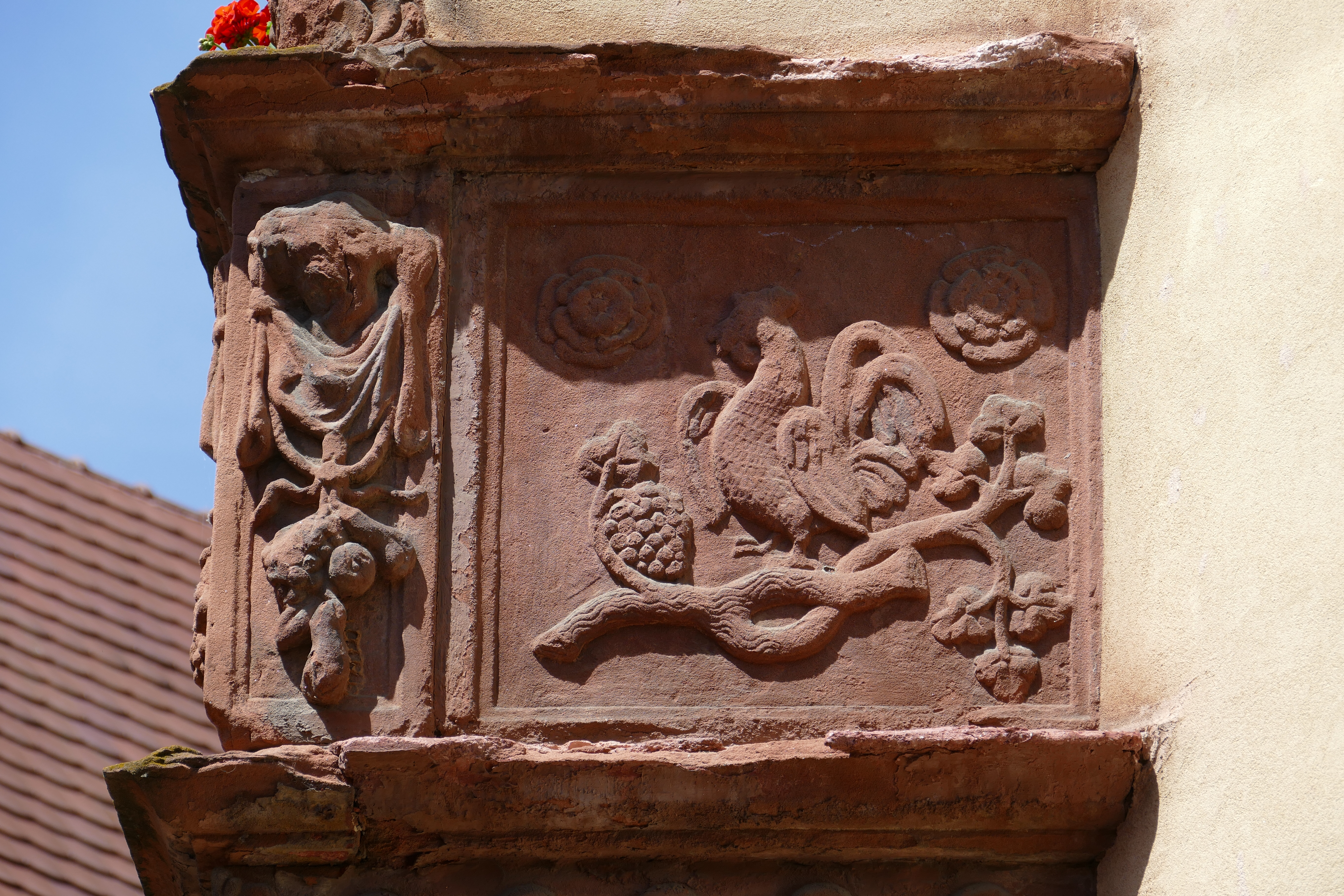